# Croutelle
Croutelle är en kommun i departementet Vienne i regionen Nouvelle-Aquitaine i västra Frankrike. Kommunen ligger i kantonen Poitiers 5e Canton som tillhör arrondissementet Poitiers. År 2022 hade Croutelle 937 invånare.

## Befolkningsutveckling
Antalet invånare i kommunen Croutelle
| Referens: INSEE |